# Питтенхарт
Питтенхарт (нем. Pittenhart) — община в Германии, в земле Бавария. 
Подчиняется административному округу Верхняя Бавария. Входит в состав района Траунштайн. Подчиняется управлению Обинг.  Население составляет 1667 человек (на 31 декабря 2010 года). Занимает площадь 27,93 км².